# Gunung Meukek (berg i Indonesien, lat 3,55, long 97,13)
Gunung Meukek är ett berg i Indonesien.   Det ligger i provinsen Aceh, i den västra delen av landet, 1 500 km nordväst om huvudstaden Jakarta. Toppen på Gunung Meukek är 1 503 meter över havet, eller 657 meter över den omgivande terrängen. Bredden vid basen är 11,9 km.
Terrängen runt Gunung Meukek är bergig norrut, men söderut är den kuperad. Runt Gunung Meukek är det ganska tätbefolkat, med 116 invånare per kvadratkilometer. I omgivningarna runt Gunung Meukek växer i huvudsak städsegrön lövskog.